# Gerardo Zendejas
Gerardo Zendejas (* 1963 in Mexiko) ist ein Angehöriger der SSPX Resistance.

## Leben
Gerardo Zendejas studierte in La Reja in Argentinien im dortigen Priesterseminar der Piusbruderschaft und wurde 1986 von Marcel Lefebvre zum Subdiakon geweiht. Im Jahr darauf weihte ihn Bischof de Castro Mayer zum Diakon. Seine Priesterweihe empfing er am 10. Dezember 1988 von Bischof Alfonso de Galarreta. Zendejas arbeitete zunächst in Kolumbien. Dort wurde er 1989 Prior von Bogotá und eröffnete 1992 eine Schule in einem Armenviertel Bogotás. Die Schülerzahl lag zeitweise bei über 320. 
Ab 1996 arbeitete er im Priorat von Guadalajara (Mexiko) und unterstützte dort Pater Jean Espi. 1997 wechselte er als Mitarbeiter des Paters Rafael Navas nach Zapotiltic, wo Navas in einem Altersheim tätig war. Im Jahr darauf wurde Zendejas Leiter des Altersheims der Piusbruderschaft in Ridgefield (Connecticut). Ab dem Jahr 2000 war er Prior von Ridgefield, wo er 2006 eine Schule unter dem Patronat von Padre Pio eröffnete. 2009 wurde er Prior und Schulleiter der Queen of Angels Church in Dickinson (Texas).
Nachdem er in Frankreich dreißig Tage lang Ignatianische Exerzitien hinter sich gebracht hatte, trat er am 26. Oktober 2014 in Richard Williamsons Dienste und eröffnete in der Nähe von Ridgefield (New York) eine Institution, in der Exerzitien gehalten werden konnten. 2017 kam er für zwei Wochen nach Europa und nahm am 11. Februar in Avrillé an der Vereidigung von Seminaristen des Bischofs Jean-Michel Faure teil. Im Mai desselben Jahres wurde er in der Kirche St Athanasius in Vienna (Virginia) von Williamson zum Bischof geweiht, wodurch er sich automatisch die Strafe der Exkommunikation zuzog. Der Bischof von Arlington Michael F. Burbidge veröffentlichte anlässlich dieser Bischofsweihe ein Statement, in dem er Williamsons Gruppierung als schismatisch bezeichnete und erklärte, die illegitime Bischofsweihe sei ein Fall von schwerem Ungehorsam gegenüber der Kirche, eine Verletzung der Einheit der Kirche und eine Quelle für einen ernsthaften Skandal.